# ベリンゲン選炭プラント

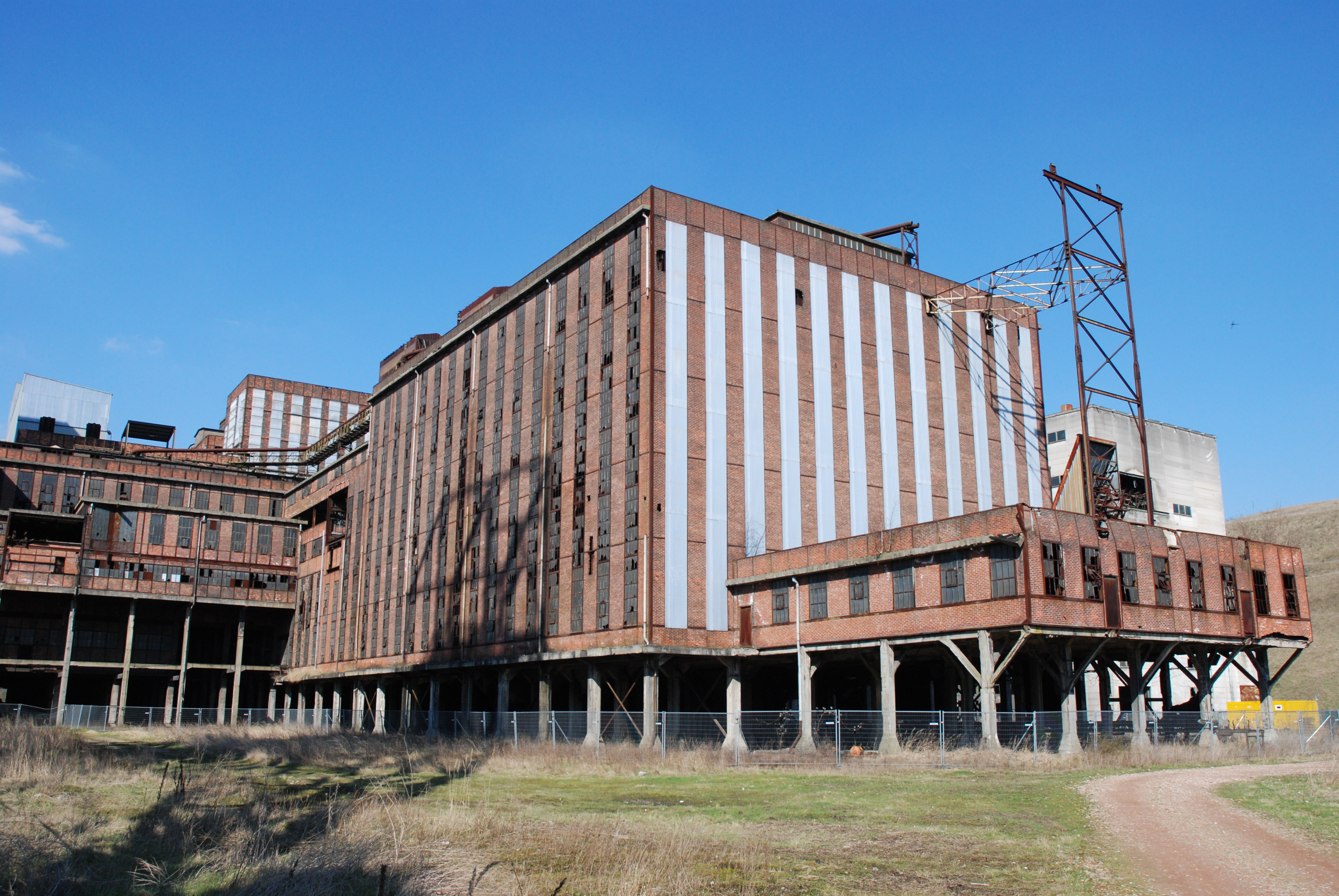
選炭機の背面

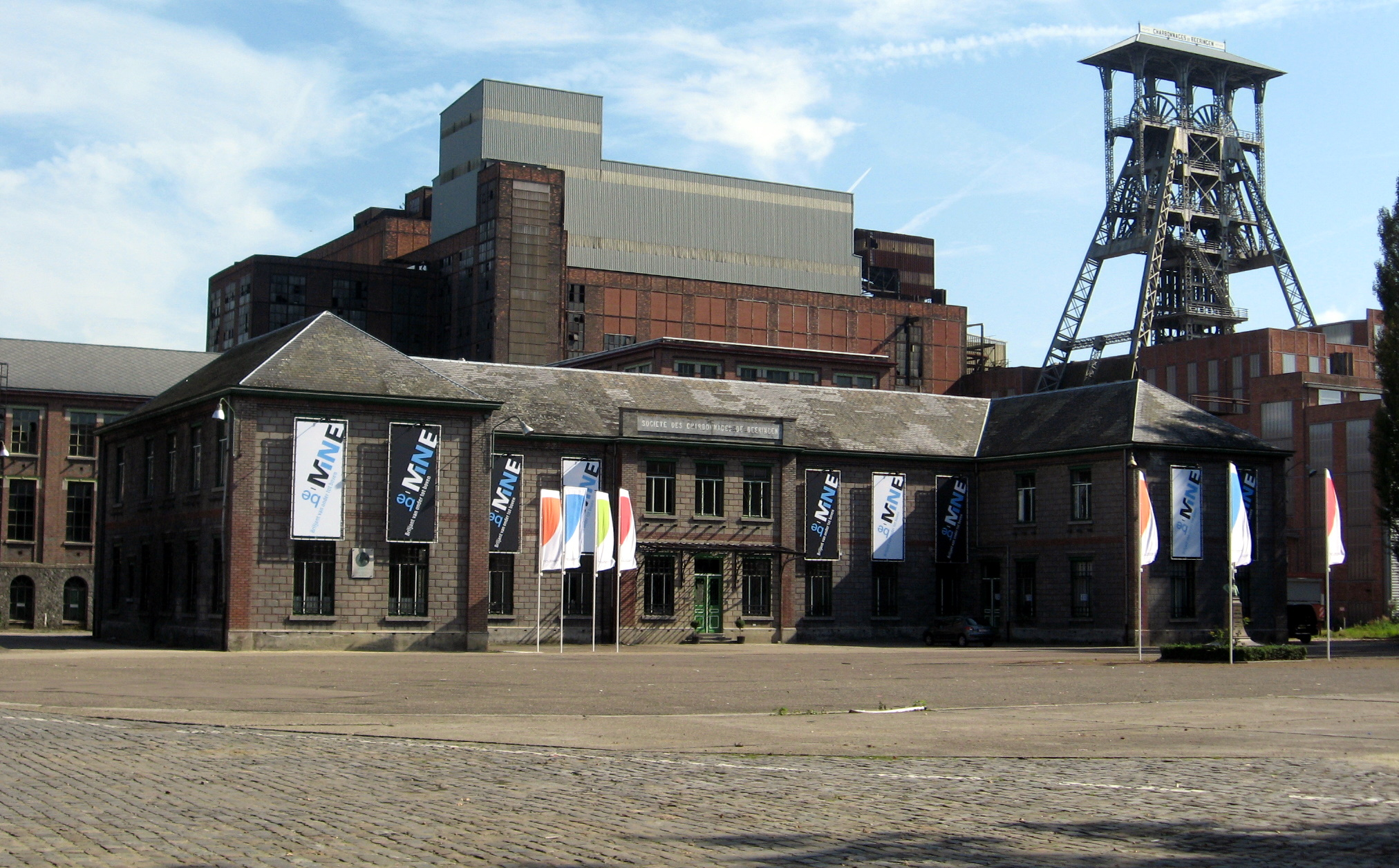
ベリンゲン炭鉱の選炭機と事務所

ベリンゲン選炭プラント（ベリンゲンせんたんプラント、選炭機又は選炭場とも呼ばれる）は、ベルギーのベリンゲン炭鉱にあるプラント、炭鉱遺産である。この建物は1984年に、フランドル地域庁に文化遺産として保護されている。
2007年にヨーロッパ産業遺産の道 (European Route of Industrial Heritage, ERIH)のフラマン炭鉱博物館となり、繁栄したベルギー石炭産業最大の建物の証である。

## 機能
ベリンゲン炭鉱で採掘された石炭は、販売される前に、ズリと分けられなければならない。これは石炭鉱業の地上における重要な作業である。ベリンゲン炭鉱に1924年に建設されたこの選炭場では、その作業が行われていた。
1989年のベリンゲン炭鉱の閉山後、フラマン炭鉱博物館(Flemish Coal Mining Museum)の一部になった為、この建物は取壊しを中止した。そのため、フランドル地域庁が2010年に138万ユーロを復元用金額として決められた。

## 世界炭鉱遺産
炭鉱遺産として残された選炭場はわずかで、ベリンゲン選炭機は西欧の炭鉱遺産の中の珍しいものである。ヨーロッパ産業遺産の道の中の位置は選炭場が残りブレニ炭鉱とツォルフェアアイン炭鉱業遺産群と比較できるだろう。

## 大衆文化
ベリンゲン選炭機のトッピクは二人の写真家の作品に使用されている：
- Danny Veys、COALFACE gallery （ベルギー）、‘Triage de Beeringen’、 2008年6月 - 9月[3]
- Jonny Vekemans，岩見沢炭鉱の記憶マネジメントセンター、‘Het licht is uit’、 2013年6月 - 8月[4]